# Canton de Seclin-Sud
Le canton de Seclin-Sud est un ancien canton français, situé dans le département du Nord et la région Nord-Pas-de-Calais.
Le canton de Seclin-Sud faisait partie de la cinquième circonscription du Nord.

## Composition

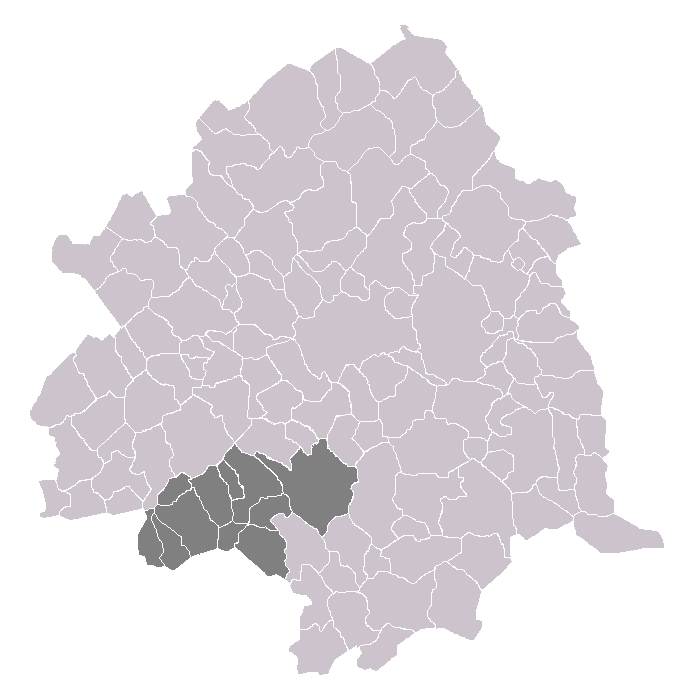
Canton de Seclin-Sud dans l'arrondissement de Lille

Le canton de Seclin-Sud regroupait les communes suivantes :
- Allennes-les-Marais
- Annœullin
- Bauvin
- Camphin-en-Carembault
- Carnin
- Chemy
- Don
- Gondecourt
- Herrin
- Provin
- Seclin

## Représentation

### Conseillers généraux de l'ancien canton de Seclin (1833 à 1992)
- De 1833 à 1848, les cantons de La Bassée et de Seclin avaient le même conseiller général. Le nombre de conseillers généraux était limité à 30 par département[1].

| Période          | Période           | Identité                                        | Étiquette    | Qualité                                                                                   |
| ---------------- | ----------------- | ----------------------------------------------- | ------------ | ----------------------------------------------------------------------------------------- |
| 1833             | 1836              | Pierre VII Joseph Marie Chombart (1783-1852)    |              | Propriétaire du château de Warneton, fermier Maire d'Herlies (1823-1852)                  |
| 1836             | 1845              | Comte Pierre de Brigode de Kemlandt (1773-1848) |              | Ecuyer Colonel de la Garde Nationale de Saint-Omer Maire de Camphin-en-Pévèle (1817-1844) |
| 1845             | 1846 (décès)      | Jean-Baptiste Joseph Coget (1777-1846)          |              | Fabricant de sucre à Marquillies et à Phalempin                                           |
| 1848             | 1871              | Charles Collette (1824-1895)                    |              | Notaire à Seclin                                                                          |
| 1871             | 1881 (décès)      | Charles Van der Straeten                        | Républicain  | Propriétaire - Maire de Vendeville                                                        |
| 1881             | 1895              | Louis Desmazières                               | Républicain  | Industriel, Maire de Seclin (1878-1904), conseiller d'arrondissement                      |
| 1895             | 1896 (décès)      | Jean Marchand (1844-1896)                       | Républicain  | Cultivateur, maire d'Allennes-les-Marais Conseiller d'arrondissement                      |
| 1896             | 1907              | Marcel Delaune                                  | Républicain  | Distillateur à Seclin Député (1898-1910)                                                  |
| 1907             | 1913              | Gustave Mélantois                               | Rad.         | Maire de Gondecourt                                                                       |
| 1913             | 1919              | Auguste Parsy                                   | SFIO         | Ouvrier mineur, maire d'Annœullin (1912-1914)                                             |
| 1919             | 1920 (annulation) | Achille Caby                                    | Rad.         | Adjoint au maire de Seclin                                                                |
| 1920             | 1931              | Auguste Parsy                                   | SFIO         | Ouvrier mineur Maire d'Annœullin (1912-1914 et 1918-1934) Député (1928-1932)              |
| 1931             | 1937              | Pierre Duriez                                   | FR           | Maire de Wattignies (1919-1944)                                                           |
| 1937             | 1940              | Jules Sauvage                                   | SFIO         | Gérant de coopérative, maire de Bauvin (1919-1945)                                        |
|                  |                   |                                                 |              |                                                                                           |
| 1945             | 1951              | Paul Durot (1892-1966)                          | PCF          | Ouvrier textile puis coiffeur Maire de Seclin (1929-1935 et 1945-1966)                    |
| 1951             | 1958              | Mlle Lheureux                                   | RPF puis MRP |                                                                                           |
| 1958             | 1963 (décès)      | Charles Guillain                                | SFIO         | Maire de Wattignies (1945-1963)                                                           |
| 23 juin 1963     | 1966 (décès)      | Paul Durot                                      | PCF          | Maire de Seclin                                                                           |
| 18 décembre 1966 | 1976              | Adolphe Dutoit                                  | PCF          | Cheminot - Sénateur (1949-1967) Maire d'Haubourdin (1945-1947) puis de Seclin (1966-1980) |
| 1976             | 1981              | Charles Vion                                    | PS           | Maire de Provin                                                                           |
| 1981             | 1992              | Jean-Marie Coignion                             | PS           | Notaire Maire-adjoint de Seclin                                                           |

### Conseillers d'arrondissement du canton de Seclin (de 1833 à 1940)
| Période | Période          | Identité                                      | Étiquette           | Qualité |
| ------- | ---------------- | --------------------------------------------- | ------------------- | --- |
| 1833    | 1845             | Charles Joseph, Comte du Maisniel de Belleval |                     | Maire de Wattignies                                                                                         |
| 1845    | 1847 (décès)     | Florent Xavier Joseph Collette (1784-1847)    |                     | Notaire royal, maire de Seclin                                                                              |
|         |                  |                                               |                     | |
|         | 1881 (démission) | Louis Desmazières                             | Républicain         | Industriel, Maire de Seclin                                                                                 |
| 1881    | 1890 (décès)     | Achille Louis Leleu (1843-1890)               | Républicain         | Fabricant de toiles à Annœullin                                                                             |
|         |                  |                                               |                     | |
|         | 1896 (démission) | Marcel Delaune                                | Républicain         | Distillateur à Seclin                                                                                       |
| 1896    | 1910             | François Ledoux-Marchand (1860-?)             | Républicain-Radical | Agriculteur, maire d'Allennes-les-Marais                                                                    |
| 1910    | 1913             | Auguste Parsy                                 | SFIO                | Ouvrier mineur puis gérant de coopérative, maire d'Annœullin (1912-1934)                                    |
| 1913    | 1919             | Albert Planque                                | SFIO                | Menuisier-charpentier, secrétaire délégué du syndicat CGT du Bâtiment de Lille                              |
| 1919    | 1922             | Désiré Ledoux                                 | Républicain         | Maire d'Allennes-les-Marais                                                                                 |
| 1922    | 1937             | Jules Sauvage (1882-1950)                     | SFIO                | Gérant de coopérative, maire de Bauvin (1919-1945)                                                          |
| 1937    | 1940             | Henri Dal (1900-1983)                         | SFIO                | Commerçant, maire d'Annœullin (1934-1944)                                                                   |
| 1940    |                  |                                               |                     | Les conseils d'arrondissement ont été suspendus par la loi du 12 octobre 1940 et n'ont jamais été réactivés |

## Conseillers généraux du canton de Seclin-Sud (1992 à 2015)
| Date d'élection | Identité            | Parti | Qualité                          |
| --------------- | ------------------- | ----- | -------------------------------- |
| 1992-2001       | Jean-Marie Coignion | PS    | Notaire, maire-adjoint de Seclin |
| 2001-2015       | Gérard Boussemart   | PS    | Maire de Bauvin (1977-2001)      |

## Démographie
| 1999   | 2006   | 2011   | 2012   |
| ------ | ------ | ------ | ------ |
| 38 581 | 39 246 | 39 005 | 39 908 |